# الحضور (الرضمة)

تعديل مصدري - تعديل

الحضور محلة تابعة لقرية المنصورة، التابعة لعزلة شيزر بمديرية الرضمة إحدى مديريات محافظة إب في الجمهورية اليمنية.، بلغ تعداد سكانها 22 حسب تعداد اليمن لعام 2004.